# Hot Christian Songs
Hot Christian Songs – jedna z wielu list przebojów regularnie opracowywanych przez amerykański magazyn muzyczny Billboard. Przedstawia ona 50 najpopularniejszych piosenek muzyki chrześcijańskiej.